# Troupe de La Monnaie en 1789

## Composition de la troupe duThéâtre de la Monnaieen1789
L'année théâtrale commence le 13 avril 1789 et se termine le 20 février 1790.
| Acteurs et chanteurs         | Actrices et chanteuses  |
| ---------------------------- | ----------------------- |
| Adam                         | Adam                    |
| Borremans                    | Berthéas                |
| Bursay                       | Boquet                  |
| Bursay fils                  | Bursay                  |
| Calais                       | Casar                   |
| Champmêlé                    | Clainville              |
| Constant                     | Cretu                   |
| Debatty                      | D'Humainbourg           |
| Dupont                       | D'Humainbourg nièce     |
| Duquesnoy                    | Dumark                  |
| Dusauzin                     | Duquesnoy               |
| Floribel                     | Erard                   |
| Gillis                       | Gérardy                 |
| La Rivière                   | Guérin                  |
| La Sozelière                 | La Sozelière            |
| Maréchal                     | La Tour                 |
| Margery                      | Le Clerc                |
| Mees                         | Le Roy                  |
| Molière                      | Mees                    |
| Pauwels                      | Pierson                 |
| Péquer                       | Saint-Vair              |
| Saint-Far                    | Sonvau                  |
| Saint-Vair                   |                         |
| Vasseur                      |                         |
| Vernet                       |                         |
| Virion                       |                         |
| Danseurs et figurants        | Danseuses et figurantes |
| Ledet, maître de ballet      | Mercier                 |
| Jouardin                     |                         |
| Van Hamme                    |                         |
| Langlois, répétiteur         |                         |
| Orchestre                    |                         |
| Vitzthumb, maître de musique | L'Artillion             |
| Aucaigne                     | Laur                    |
| Baudouin                     | Lion                    |
| Bauwens                      | Lohen                   |
| Beckmans                     | Maréchal                |
| Borremans père               | Mechtler                |
| Borremans fils               | Moris fils              |
| Bultos fils                  | Oostens                 |
| Claessens                    | Planck                  |
| Demark                       | Poitiaux                |
| Dewinne fils                 | Spaak                   |
| Doudelet                     | Toussaint               |
| Durand                       | Van Hamme               |
| Gehot 1                      | Van Maldere 1           |
| Gehot 2                      | Van Maldere 2           |
| Gehot 3                      | Van Maldere père        |
| Godecharle                   | Van Maldere fils        |
| Goessens                     | Vitzthumb fils          |
| Immers                       | Wirth                   |
| La Fontaine                  | Zeghers                 |
| Langlais                     |                         |

### Source
- Nouvel almanach ambigu-chantant, Gand 1790.